# Yukiya Sugita
Yukiya Sugita (japanska: 杉田 祐希也 Sugita Yukiya), född 22 april 1993 i Saitama, Japan, är en japansk fotbollsspelare (mittfältare) som spelar för Gefle IF.

## Karriär
Sugita började spela fotboll som junior i Kashiwa Reysol år 2009 vid 16-årsåldern. I en vänskapsmatch mellan Kashiwa Reysol och Elche CF reservlag sommaren 2011 presenterade den spanske agenten Javier Subirats Sugita för klubben. Efter ett misslyckande att ansluta sig till det andalusiska laget återvände Sugita till Japan för spel i Sendai University fram till oktober 2012, då Gaspar Campillo, tränare och sportchef i FC Jove Español, bestämde sig för att värva honom efter positiva rapporter skrivna av Subirats. 
Han spelade sin första match som professionell den 11 september 2013, då han ersatte Enrique de Lucas i den 56:e minuten i en 2–0-seger mot Real Murcia.
Den 21 februari 2017 skrev Sugita på ett tvåårskontrakt med Dalkurd FF. Den 29 juli 2018 värvades Sugita av iranska Tractor Sazi. I mars 2020 presenterades Sugita som ny spelare av IK Sirius, på ett låneavtal fram till den 23 juli 2019. Låneavtalet förlänges senare fram till den 31 augusti. Den 24 augusti skrev Sugita på ett treårskontrakt med Uppsalaklubben.
I januari 2023 blev Sugita klar för iranska Foolad. I augusti 2023 skrev han på för Arar i Saudiarabien. I januari 2024 värvades Sugita av sydkoreanska Gyeongnam FC.
I juli 2024 återvände Sugita till Sverige och skrev på för Nordic United.
I juli 2025 skrev Sugita på för Gefle IF.